# Sœurs de la Providence de Saint Mary-of-the-Woods
Les sœurs de la Providence de Saint Mary-of-the-Woods (en latin : Sororum a Providentia S. Mariae ad Nemus) sont une congrégation religieuse féminine enseignante de droit pontifical.

## Historique
En 1834, l'évêque de Vincennes, Simon Bruté de Rémur (1779-1839) envoie en France son vicaire général, Célestin de la Hailandière (1798-1882) pour chercher des religieuses prêtes à intégrer le nouveau diocèse d'Indianapolis pour se consacrer à l'enseignement et à d'autres œuvres pastoral mais pendant le voyage, Hailandière apprend la mort de Mgr Bruté de Rémur et son élection pour lui succéder. 
Se félicitant de l'appel de l'évêque américain, Théodore Guérin (1798-1856) quitte les sœurs de la Providence de Ruillé-sur-Loir et fonde le 22 octobre 1840 une maison indépendante à Saint-Mary of the Woods, près de Terre Haute dans l'Indiana. La règle de la communauté est la même que les sœurs de Ruillé-sur-Loir approuvée par l'évêque du Mans Jean-Baptiste Bouvier. Pendant la guerre de Sécession, les religieuses servent comme infirmières dans les hôpitaux de campagne.
L'institut obtient le décret de louange le 3 juin 1887 et ses constitutions religieuses sont définitivement approuvées par le Saint-Siège le 12 mars 1894, les sœurs sont agrégées aux Frères mineurs conventuels le 10 juillet 1913.

## Activités et diffusion
Les sœurs de la Providence se consacrent à l'enseignement.
Elles sont présentes aux États-Unis et à Taïwan. 
La maison généralice est à Saint Mary-of-the-Woods.
En 2014, la congrégation comptait 303 sœurs dans 115 maisons.

## Sœurs

### Mères supérieures
- Mère Theodore Guerin, fondatrice et sainte catholique. Mre supérieure de 1840 à 1856
- Mère Mary Cecilia Bailly, 1856–1868
- Mère Anastasie Brown, 1868–1874
- Mère Mary Ephrem Glenn, 1874–1883
- Mère Euphrasie Hinkle, 1883–1889
- Mère Mary Cleophas Foley, 1890–1926
- Mère Mary Raphael Slattery, 1926–1938
- Mère Mary Bernard Laughlin, 1938–1948
- Mère Marie Helene Franey, 1948–1953
- Mère Gertrude Clare Owens, 1954–1960
- Mère Rose Angela Horan, 1960–1966
- Mère Mary Pius Regnier, 1966–1976
- Mère Loretta Schafer, 1976–1981
- Mère Anne Doherty, 1981–1986
- Mère Nancy Nolan, 1986–1996
- Mère Diane Ris, 1996–2001
- Mère Ann Margaret O'Hara, 2001–2006
- Mère Denise Wilkinson, 2006–2016
- Mère Dawn Tomaszewski, 2016-

### Autres sœurs
- Cecilia Clare Bocard (1899-1994), compositrice et organiste.